# 치미틸레
치미틸레(이탈리아어: Cimitile)는 이탈리아 캄파니아주 나폴리현에 위치한 코무네다. 나폴리 북동쪽으로부터 25km거리에 있다. 고대의 치미틸레는 놀라의 공동묘지였으나 놀라의 바울리노가 이곳에 수도원 공동체를 건설했다.